# Lamp (гурт)
Lamp (ランプ, Ranpu) — японський інді-гурт з Токіо, створений у 2000 році.
Заснований на Bossa Nova, він характеризується складним і витонченим звучанням, яке переплітає різноманітну музику.

## Історія

### Формування
Сомея почав грати на гітарі в середній школі. У фольклорному клубі під час старшої школи він подружився з Нагаї через їхню спільну любов до музики 60-х. Під час навчання в коледжі, коли друг познайомив Сакакібару з Сомея, він вирішив створити Lamp.

### 2003—2011: Ранні роки та перші шість альбомів
9 квітня 2003 року Lamp випустив свій перший альбом Soyokaze Apartment Room 201 (そよ風アパートメント201). Someya зазначив, що художник манги Yoshiharu Tsuge вплинув на тексти першого альбому.
11 лютого 2004 року вони випустили свій другий альбом For Lovers (恋人へ). Незважаючи на те, що продався менше, ніж їхній перший альбом, For Lovers став улюбленим фанатом протягом багатьох років.
25 травня 2005 року вони випустили свій третій альбом, Komorebi Dori Nite (木洩陽通りにて).
7 березня 2007 року вони випустили свій збірний альбом Zankou (残光).
3 грудня 2008 року вони випустили свій четвертий альбом Lamp Genso (ランプ幻想).
4 серпня 2010 року вони випустили свій п'ятий альбом "The Poetry Of August " (八月の詩情).
9 лютого 2011 року вони випустили свій шостий альбом "Tokyo Utopia Correspondence « (東京ユゥトピア通信). Обкладинку альбому намалював манга-художник Ouji Suzuki (鈴木翁二).

### 2014–дотепер: Botanical House, Tours,Yume,Her Watch, Stardust In Blue
5 лютого 2014 року Lamp випустили свій сьомий альбом Yume (ゆめ). Обкладинку альбому намалював ілюстратор Sēichi Hayashi (林静一). У 2014 році вони заснували власний лейбл Botanical House. Вони виступали на BEATRAM MUSIC FESTIVAL у парку замку Тояма. Вони співпрацювали з гуртом The Bilinda Butchers із Сан-Франциско над їх дебютним альбомом Heaven.
У 2015 році вони виступали на HELLO INDIE в Сендаї.
13 березня 2015 року вони випустили свій збірний альбом Ame ni Hana (雨に花).
У 2017 році вони гастролювали в Китаї, зокрема в Шеньчжені, Пекіні та Шанхаї. 20 квітня вони виступили в Тайбеї.
15 травня 2018 року вони випустили свій сьомий альбом Her Watch (彼女の時計). 23 липня вони випустили сингл „Tabibito/Place in my dream (旅人／夢の国)“. 1 серпня 2018 року вони випустили спліт-сингл „Blue/Girlfriend (ブルー／Girlfriend)“ у співпраці з The Bilinda Butchers. У серпні та вересні Лемп провів Lamp Asia Tour 2018 „A Distant Shore“, виступаючи в таких містах, як Пекін, Токіо, Фукуока, Сеул, Гонконг і Тайбей. У жовтні вони виступили на музичному фестивалі Kirari у Фудзімі.
8 вересня 2020 року вони випустили Stardust In Blue з вокалістом Каеде та вокалом UWANOSORA. У них є фоновий вокал на всіх треках, за винятком Jupiter, де є лише Kaede та UWANOSORA.

## Стиль і впливи
Стиль Лемпа був описаний як Shibuya-kei, сіті-поп і café music, але їх також було описано як таких, що важко помістити в один жанр. Гурт часто використовує у своїй музиці елементи босанови, джазу, соулу та фанку. Вони назвали бразильську музику, The Beatles, The Beach Boys і Simon & Garfunkel як впливи.

## Члени
- Тайо Сомея (染谷大陽; нар. 13 листопада 1979) — гітара, синтезатор, вібрафон
- Юсуке Нагаї (永井祐介; нар. 22 липня 1980) — вокал, гітара, бас, клавішні
- Каорі Сакакібара (榊原香保里; нар. 17 листопада 1979) — вокал, флейта, акордеон

## Дискографія

### Студійні альбоми
- Soyokaze Apartment Room 201, そよ風アパートメント201 (2002)[35]
- Для закоханих, 恋人へ (2004)
- Komorebi Dori Nite, 木洩陽通りにて (2005)
- Лампа Генсо, ランプ幻想 (2008)
- Поезія серпня, 八月の詩情 (2010)
- Tokyo Utopia Correspondence, 東京ユゥトピア通信 (2011)[4]
- Yume, ゆめ (2014)[1] — * Її годинник, 彼女の時計 (2018)[24]
- Зоряний пил у блакитному,秋の惑星、ハートはナイトブルー。 (2020)

### Живі альбоми
- Азійський тур „A Distant Shore“ 2018 (2019)[34]

### Збірники
- Zankou, 残光 (2007)
- Аме ні Хана, 雨に花 (2016)

### Сингли
- „Tabibito/Місце в моєму сні, 旅人／夢の国“ (2018)
- Синій/подруга, ブルー／подруга» (2018)

### Інші роботи
- Аме ні Хана, 雨に花 (2005)
- Як довго (2010)
- Дощ, тривалий дощ, 雨、降り続く雨 (2014)
- Одна ніч, 或る夜 (2014)
- Fantasy/Train window, Fantasy／車窓 (2018)
- Memory of Soda Pop, ソーダ水の想い出 (2018)
- Демо-компіляція, блиск, який ніколи не повертається, デモ音源集 戻らない輝きは (2018)